# Watervliet (Belgique)
Pour les articles homonymes, voir Watervliet.
Watervliet est une section de la commune de Saint-Laurent, située en Belgique en Région flamande dans la province de Flandre-Orientale. C'était une commune à part entière avant la fusion des communes de 1977.
En 1504, la ville était dirigée par Hieronymus Lauweryn (Jérôme Laurin).

## Démographie

### Évolution démographique
- Sources : INS, Rem. : 1831 jusqu'en 1970 = recensements, 1976 = nombre d'habitants au 31 décembre[2].

## Curiosités
- Église Notre-Dame (XVIe siècle) aussi appelée « Cathédrale du Nord ».
- Maison communale datant de 1781.

## Watervliet aux États-Unis
Il existe deux villages portant ce nom aux USA par suite de la présence d’immigrants flamands.

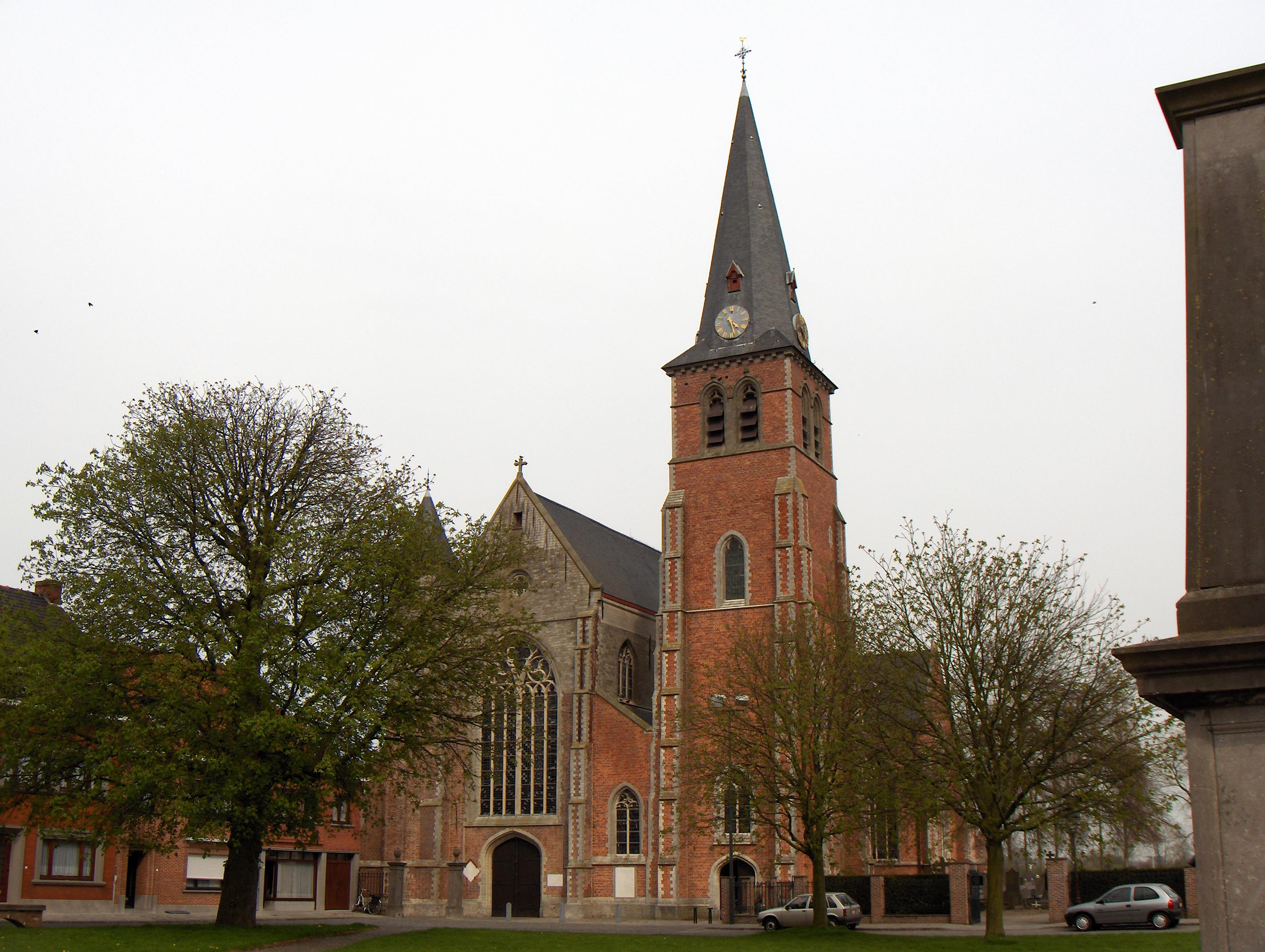
Église Notre-Dame Sainte-Marie (Maria-Hemelvaartkerk).
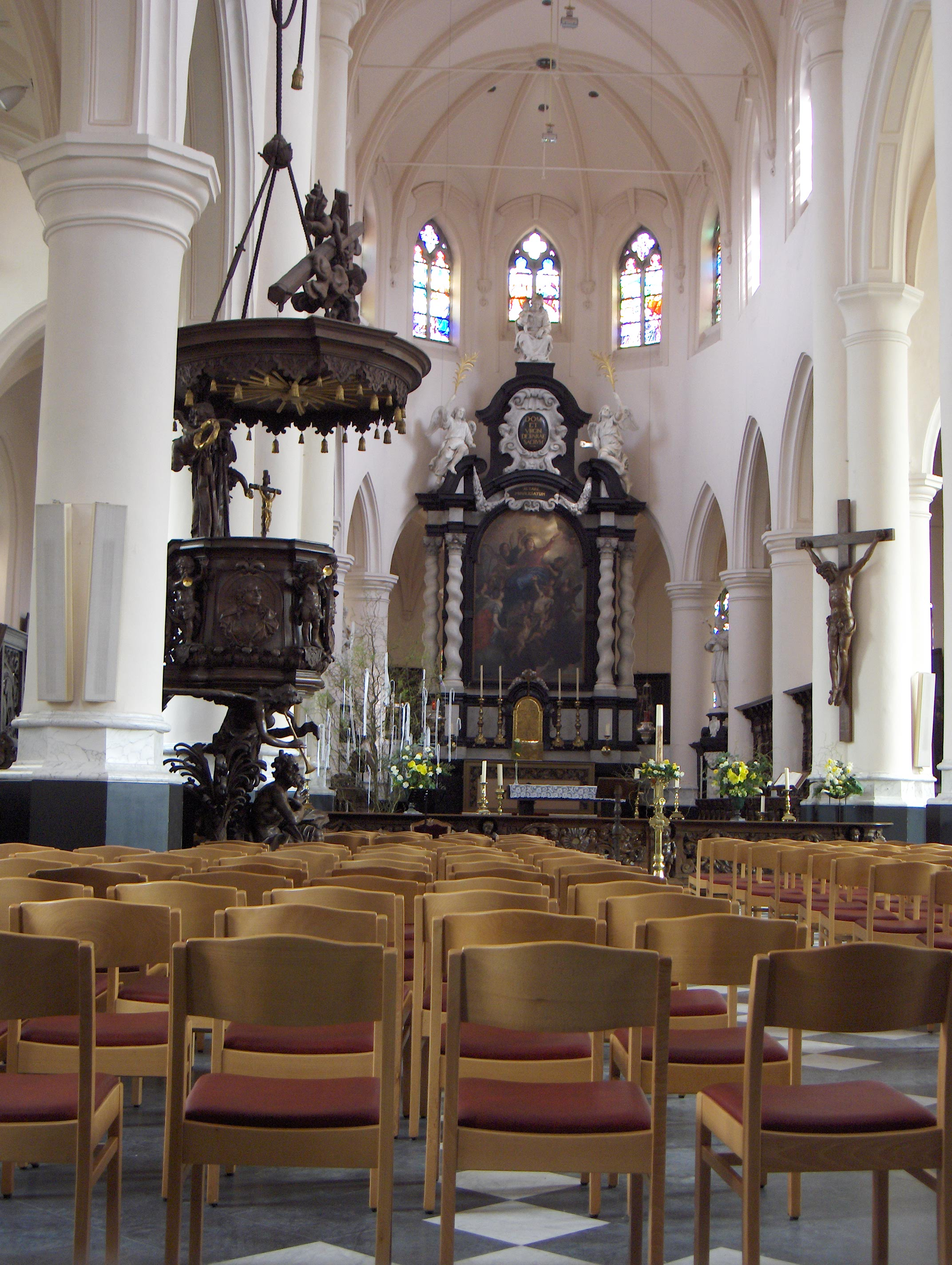
Intérieur de l'église.
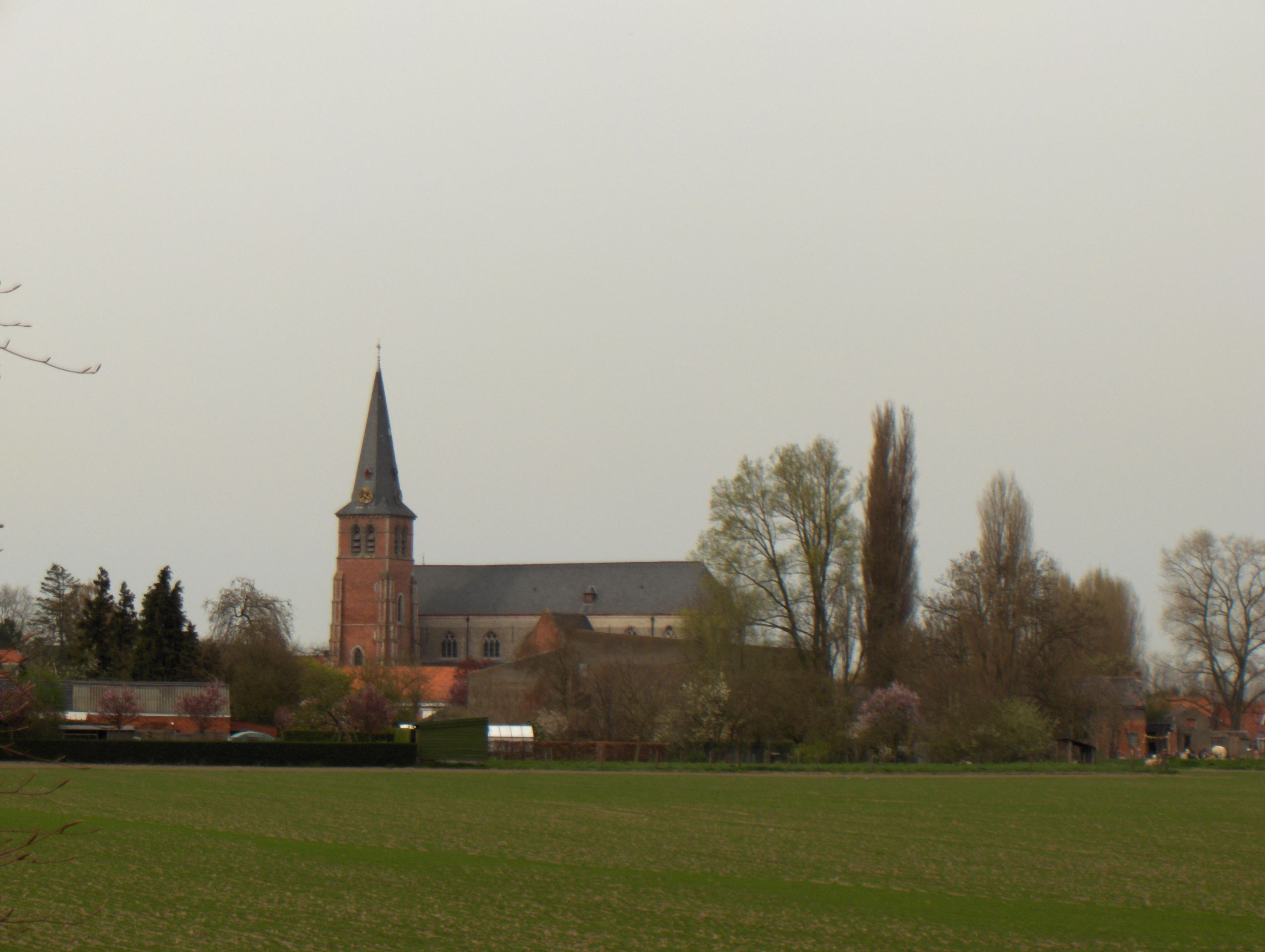
Vue par le sud-ouest.